# Damernas sprint i längdskidåkning vid olympiska vinterspelen 2006
Damernas sprint i de olympiska vinterspelen 2006 hölls vid Pragelato i Italien den 22 februari 2006.

## Medaljörer
| Spel   | Guld                    | Silver                  | Brons                |
| Sprint | Chandra Crawford Kanada | Claudia Künzel Tyskland | Alena Sidko Ryssland |

## Resultat

### Kval
| Placering | Namn                       | Land       | Tid     | Noteringar |
| --------- | -------------------------- | ---------- | ------- | ---------- |
| 1         | Beckie Scott               | Kanada     | 2:12,45 | Q          |
| 2         | Arianna Follis             | Italien    | 2:12,90 | Q          |
| 3         | Lina Andersson             | Sverige    | 2:13,29 | Q          |
| 4         | Claudia Künzel             | Tyskland   | 2:13,64 | Q          |
| 5         | Alena Sidko                | Ryssland   | 2:14,54 | Q          |
| 6         | Petra Majdič               | Slovenien  | 2:14,62 | Q          |
| 7         | Virpi Kuitunen             | Finland    | 2:14,83 | Q          |
| 8         | Chandra Crawford           | Kanada     | 2:15,06 | Q          |
| 9         | Sara Renner                | Kanada     | 2:15,37 | Q          |
| 10        | Kikkan Randall             | USA        | 2:15,63 | Q          |
| 11        | Aino Kaisa Saarinen        | Finland    | 2:15,75 | Q          |
| 12        | Anna Dahlberg              | Sverige    | 2:15,91 | Q          |
| 13        | Ella Gjømle                | Norge      | 2:16,02 | Q          |
| 14        | Manuela Henkel             | Tyskland   | 2:16,04 | Q          |
| 15        | Madoka Natsumi             | Japan      | 2:16,30 | Q          |
| 16        | Viktoria Lopatina          | Belarus    | 2:16,36 | Q          |
| 17        | Marit Bjørgen              | Norge      | 2:16,38 | Q          |
| 18        | Magda Genuin               | Italien    | 2:16,41 | Q          |
| 19        | Britta Norgren             | Sverige    | 2:16,43 | Q          |
| 20        | Olga Moskalenko-Rotjeva    | Ryssland   | 2:16,43 | Q          |
| 21        | Emelie Öhrstig             | Sverige    | 2:16,75 | Q          |
| 22        | Julija Tjepalova           | Ryssland   | 2:16,90 | Q          |
| 23        | Hilde G Pedersen           | Norge      | 2:17,17 | Q          |
| 24        | Kati Venäläinen            | Finland    | 2:17,29 | Q          |
| 25        | Natalja Matvejeva          | Ryssland   | 2:17,73 | Q          |
| 26        | Laurence Rochat            | Schweiz    | 2:17,73 | Q          |
| 27        | Alena Prochazkova          | Slovakien  | 2:17,75 | Q          |
| 28        | Nobuko Fukuda              | Japan      | 2:17,82 | Q          |
| 29        | Olga Vasiljonok            | Belarus    | 2:18,12 | Q          |
| 30        | Stefanie Boehler           | Tyskland   | 2:18,14 | Q          |
| 31        | Nicole Fessel              | Tyskland   | 2:18,35 |            |
| 32        | Seraina Mischol            | Schweiz    | 2:18,83 |            |
| 33        | Barbara Moriggl            | Italien    | 2:19,12 |            |
| 34        | Aurelie Perrillat          | Frankrike  | 2:19,28 |            |
| 35        | Wendy Kay Wagner           | USA        | 2:19,71 |            |
| 36        | Vita Jakimchuk             | Ukraina    | 2:19,92 |            |
| 37        | Irina Terentjeva           | Litauen    | 2:20,08 |            |
| 38        | Elena Kolomina             | Kazakstan  | 2:20,28 |            |
| 38        | Lindsey Williams           | USA        | 2:20,28 |            |
| 40        | Vesna Fabjan               | Slovenien  | 2:20,34 |            |
| 41        | Tatjana Mannima            | Estland    | 2:20,44 |            |
| 42        | Elina Hietamaeki           | Finland    | 2:20,49 |            |
| 43        | Marina Malets Lisogor      | Ukraina    | 2:20,79 |            |
| 44        | Justyna Kowalczyk          | Polen      | 2:21,19 |            |
| 45        | Natalya Issachenko         | Kazakstan  | 2:21,22 |            |
| 46        | Oxana Jatskaja             | Kazakstan  | 2:22,12 |            |
| 47        | Emilie Vina                | Frankrike  | 2:22,42 |            |
| 48        | Kaili Sirge                | Estland    | 2:22,42 |            |
| 49        | Amanda Ammar               | Kanada     | 2:22,78 |            |
| 50        | Eva Nývltová               | Tjeckien   | 2:22,86 |            |
| 51        | Ekaterina Rudakova Bulauka | Belarus    | 2:23,19 |            |
| 52        | Esther Bottomley           | Australien | 2:23,55 |            |
| 53        | Katarina Garajova          | Slovakien  | 2:23,98 |            |
| 54        | Piret Pormeister           | Estland    | 2:24,67 |            |
| 55        | Elodie Bourgeois Pin       | Frankrike  | 2:24,77 |            |
| 56        | Man Dandan                 | Kina       | 2:25,16 |            |
| 57        | Song Bo                    | Kina       | 2:27,07 |            |
| 58        | Maja Kezele                | Kroatien   | 2:27,16 |            |
| 59        | Monika Gyorgy              | Rumänien   | 2:27,53 |            |
| 60        | Daria Starostina           | Kazakstan  | 2:27,58 |            |
| 61        | Jia Yuping                 | Kina       | 2:30,03 |            |
| 62        | Elena Gorohova             | Moldavien  | 2:31,61 |            |
| 63        | Kelime Aydin               | Turkiet    | 2:33,33 |            |
| 64        | Lee Chae-won               | Sydkorea   | 2:35,47 |            |
| 65        | Liu Liming                 | Kina       | 2:35,76 |            |
| 66        | Panagiota Tsakiri          | Grekland   | 2:43,28 |            |

### Kvartsfinaler
Kvartsfinal 1
| Placering | Seed | Idrottare                     | Resultat | Noteringar |
| --------- | ---- | ----------------------------- | -------- | ---------- |
| 1         | 1    | Beckie Scott (CAN)            | 2:16,6   | Q          |
| 2         | 10   | Kikkan Randall (USA)          | 2:17,8   | Q          |
| 3         | 20   | Olga Moskalenko-Rotjeva (RUS) | 2:18,4   |            |
| 4         | 30   | Stefanie Boehler (GER)        | 2:18,5   |            |
| 5         | 21   | Emelie Öhrstig (SWE)          | 2:19,9   |            |
| 6         | 11   | Aino Kaisa Saarinen (FIN)     | 2:20,7   |            |

Kvartsfinal 2
| Placering | Seed | Idrottare               | Resultat | Noteringar |
| --------- | ---- | ----------------------- | -------- | ---------- |
| 1         | 4    | Claudia Künzel (GER)    | 2:15,5   | Q          |
| 2         | 7    | Virpi Kuitunen (FIN)    | 2:16,2   | Q          |
| 3         | 14   | Manuela Henkel (GER)    | 2:16,4   |            |
| 4         | 17   | Marit Bjørgen (NOR)     | 2:16,8   |            |
| 5         | 27   | Alena Prochazkova (SVK) | 2:17,9   |            |
| 6         | 24   | Kati Venäläinen (FIN)   | 2:18,1   |            |

Kvartsfinal 3
| Placering | Seed | Idrottare               | Resultat | Noteringar |
| --------- | ---- | ----------------------- | -------- | ---------- |
| 1         | 5    | Alena Sidko (RUS)       | 2:17,7   | Q          |
| 2         | 6    | Petra Majdič (SLO)      | 2:17,7   | Q          |
| 3         | 26   | Laurence Rochat (SUI)   | 2:18,9   |            |
| 4         | 15   | Madoka Natsumi (JPN)    | 2:19,9   |            |
| 5         | 16   | Viktoria Lopatina (BLR) | 2:24,8   |            |
| 6         | 25   | Natalja Matvejeva (RUS) | 2:31,4   |            |

Kvartsfinal 4
| Placering | Seed | Idrottare               | Resultat | Noteringar |
| --------- | ---- | ----------------------- | -------- | ---------- |
| 1         | 12   | Anna Dahlberg (SWE)     | 2:14,3   | Q          |
| 2         | 2    | Arianna Follis (ITA)    | 2:14,7   | Q          |
| 3         | 19   | Britta Norgren (SWE)    | 2:15,0   |            |
| 4         | 9    | Sara Renner (CAN)       | 2:15,6   |            |
| 5         | 29   | Olga Vasiljonok (BLR)   | 2:16,6   |            |
| 6         | 22   | Julija Tchepalova (RUS) | 2:16,6   |            |

Kvartsfinal 5
| Placering | Seed | Idrottare              | Resultat | Noteringar |
| --------- | ---- | ---------------------- | -------- | ---------- |
| 1         | 8    | Chandra Crawford (CAN) | 2:14,2   | Q          |
| 2         | 13   | Ella Gjømle (NOR)      | 2:15,7   | Q          |
| 3         | 3    | Lina Andersson (SWE)   | 2:16,0   |            |
| 4         | 18   | Magda Genuin (ITA)     | 2:17,9   |            |
| 5         | 28   | Nobuko Fukuda (JPN)    | 2:18,2   |            |
| 6         | 23   | Hilde G Pedersen (NOR) | 2:19,1   |            |

### Semifinaler
Semifinal 1
| Placering | Seed | Idrottare            | Resultat | Noteringar |
| --------- | ---- | -------------------- | -------- | ---------- |
| 1         | 4    | Claudia Künzel (GER) | 2:15,5   | Q          |
| 2         | 1    | Beckie Scott (CAN)   | 2:15,8   | Q          |
| 3         | 7    | Virpi Kuitunen (FIN) | 2:16,3   |            |
| 4         | 6    | Petra Majdič (SLO)   | 2:18,7   |            |
| 5         | 10   | Kikkan Randall (USA) | 2:19,1   |            |

Semifinal 2
| Placering | Seed | Idrottare              | Resultat | Noteringar |
| --------- | ---- | ---------------------- | -------- | ---------- |
| 1         | 8    | Chandra Crawford (CAN) | 2:13,4   | Q          |
| 2         | 5    | Alena Sidko (RUS)      | 2:15,1   | Q          |
| 3         | 2    | Arianna Follis (ITA)   | 2:16,2   |            |
| 4         | 13   | Ella Gjømle (NOR)      | 2:16,4   |            |
| 5         | 12   | Anna Dahlberg (SWE)    | 2:18,9   |            |

### Final
Final A
| Placering | Seed | Idrottare              | Resultat |
| --------- | ---- | ---------------------- | -------- |
|           | 8    | Chandra Crawford (CAN) | 2:12,3   |
|           | 4    | Claudia Künzel (GER)   | 2:13,0   |
|           | 5    | Alena Sidko (RUS)      | 2:13,2   |
| 4         | 1    | Beckie Scott (CAN)     | 2:14,7   |